# Vuorentaka

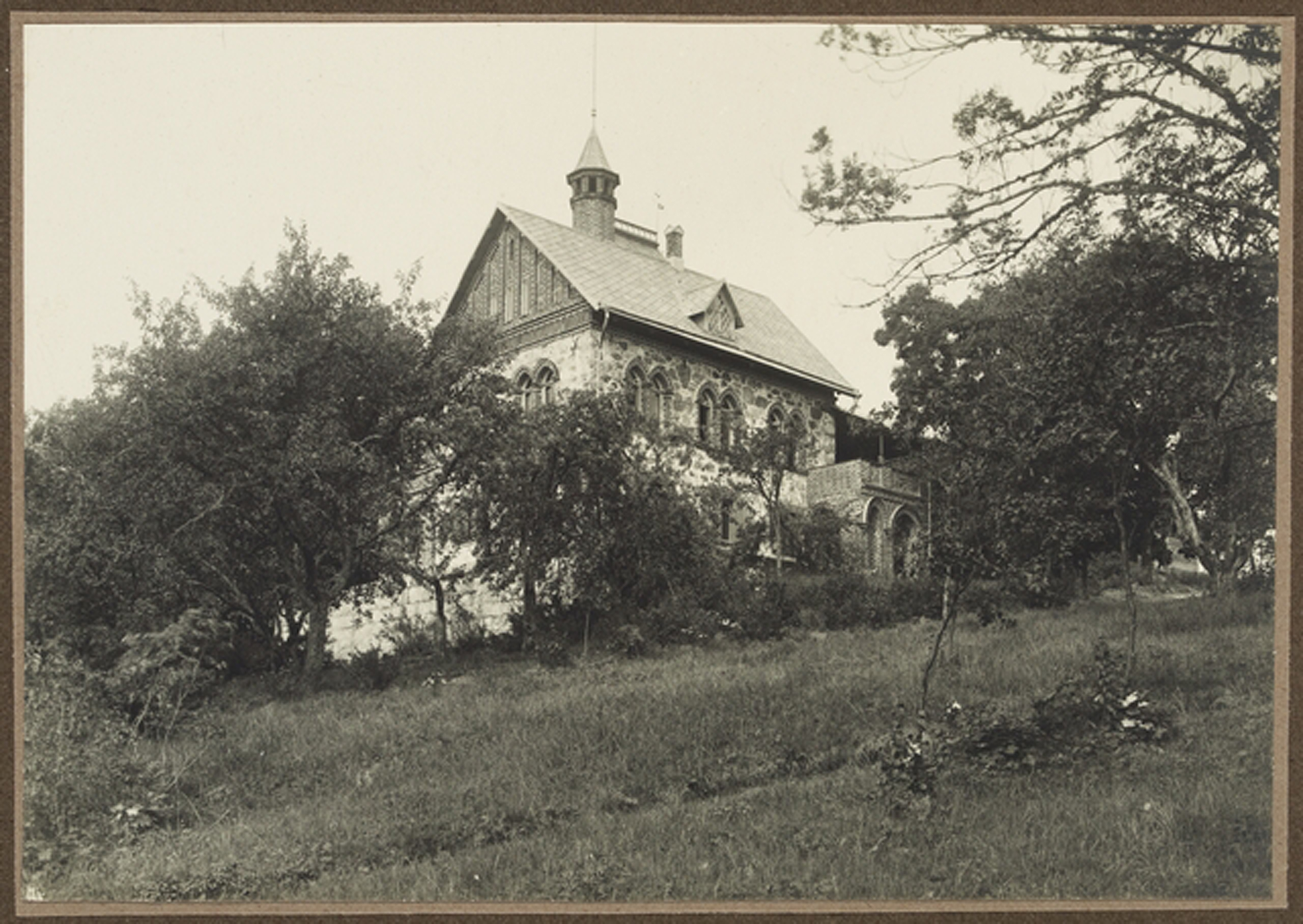
Vuorentaka (1920).

Vuorentaka är en egendom i Halikko vid innersta delen av Halikkoviken.
Vuorentaka ägdes av ätten Horn från 1560-talet till 1786, då den övergick till ätten Armfelt, i vars ägo den fortfarande är. Vuorentaka var 1740–1803 utgård under Åminne och 1803–1935 under Wiurila. Huvudbyggnaden är ett gråstensslott från 1550-talet. Byggnaden stod antagligen oanvänd under andra hälften av 1700-talet och togs 1802 i bruk som spannmålsmagasin. År 1854 gav greve August Armfelt den svenske arkitekten Petter Georg Sundius i uppdrag att planera en ombyggnad av det gamla gråstenshuset. Följande år iståndsattes huset som då fick en tredje våning samt försågs med gotiska fönster och ornerade tegelgavlar som ger huset en prägel av medeltida riddarborg i 1800-talstappning. Totalarealen är 240 hektar, varav 50 hektar är åker och 17 hektar utarrenderade till Wiurila golf.